# 이시이촌 (오카야마현)
이시이촌(石井村)은 오카야마현 미쓰군에 있던 촌이다. 1900년 3월 31일까지 미노군에 속했다.

## 역사
- 1889년 6월 1일 - 정촌제 시행에 의해 미노군 이시이촌이 성립하였다.
- 1900년 4월 1일 - 쓰다카군과 미노군이 합병해 미쓰군이 되었다.
- 1921년 3월 1일 - 오카야마시에 편입, 동일 이시이촌은 폐지되었다.

## 교통

### 철도
- 철도성
  - 산인본선
- 주고쿠 철도
  - 기비선

### 도로
- 국도 제53호선

## 참고문헌
- 『岡山市史 政治編』岡山市役所、1964年。